# Iurcăuți, Zastavna
Iurcăuți, întâlnit și sub forma Jurcăuți, (în ucraineană Юрківці, transliterat: Iurkivți și în germană Jurkoutz) este un sat reședință de comună în raionul Zastavna din regiunea Cernăuți (Ucraina). Are 1,846 locuitori, preponderent ucraineni (ruteni).
Satul este situat la o altitudine de 264 metri, pe malul Pârâului Negru (afluent al Onutului), în partea de centru a raionului Zastavna.

## Istorie
Localitatea Iurcăuți a făcut parte încă de la înființare din regiunea istorică Bucovina a Principatului Moldovei. Prima atestare documentară a localității datează din 23 februarie 1448.
În ianuarie 1775, ca urmare a atitudinii de neutralitate pe care a avut-o în timpul conflictului militar dintre Turcia și Rusia (1768-1774), Imperiul Habsburgic (Austria de astăzi) a primit o parte din teritoriul Moldovei, teritoriu cunoscut sub denumirea de Bucovina. După anexarea Bucovinei de către Imperiul Habsburgic în anul 1775, localitatea Iurcăuți a făcut parte din Ducatul Bucovinei, guvernat de către austrieci, făcând parte din districtul Zastavna (în germană Zastawna). Din 1888, funcționa la Iurcăuți o școală cu 5 clase.
După Unirea Bucovinei cu România la 28 noiembrie 1918, satul Iurcăuți a făcut parte din componența României, în Plasa Nistrului a județului Cernăuți. Pe atunci, majoritatea populației era formată din ucraineni, existând și o comunitate de români. 
Ca urmare a Pactului Ribbentrop-Molotov (1939), Bucovina de Nord a fost anexată de către URSS la 28 iunie 1940, reintrând în componența României în perioada 1941-1944. Apoi, Bucovina de Nord a fost reocupată de către URSS în anul 1944 și integrată în componența RSS Ucrainene. 
Începând din anul 1991, satul Iurcăuți face parte din raionul Zastavna al regiunii Cernăuți din cadrul Ucrainei independente. Conform recensământului din 1989, numărul locuitorilor care s-au declarat români plus moldoveni era de 6 (4+2), reprezentând 0,31% din populație . În prezent, satul are 1.846 locuitori, preponderent ucraineni.

## Demografie
Componența lingvistică a comunei Iurcăuți
     Ucraineană (99,3%)
     Alte limbi (0,7%)
Conform recensământului din 2001, majoritatea populației comunei Iurcăuți era vorbitoare de ucraineană (99,3%), existând în minoritate și vorbitori de alte limbi.
1989: 1.954 (recensământ)
2007: 1.846 (estimare)

### Recensământul din 1930
Componența etnică a comunei Iurcăuți (județul Cernăuți)
     Ruteni (85,54%)
     Români (10,15%)
     Evrei (1,98%)
     Polonezi (2,15%)
     Ruși (0,18%)
Componența confesională a comunei Iurcăuți
     Ortodocși (95,53%)
     Romano-catolici (1,98%)
     Mozaici (1,98%)
     Altă religie (0,51%)
Conform recensământului efectuat în 1930, populația comunei Iurcăuți se ridica la 2.373 locuitori. Majoritatea locuitorilor erau ruteni (85,54%), cu o minoritate de români (10,15%), una de evrei (1,98%), una de polonezi (2,15%) și una de ruși (0,18%). Din punct de vedere confesional, majoritatea locuitorilor erau ortodocși (95,53%), dar existau și mozaici (1,98%) și romano-catolici (1,98%). Alte persoane au declarat: greco-catolici (5 persoane) și adventiști (7 persoane).